# Tätpunkterad sandstumpbagge
Tätpunkterad sandstumpbagge (Saprinus immundus) är en skalbaggsart som först beskrevs av Leonard Gyllenhaal 1827.  Tätpunkterad sandstumpbagge ingår i släktet Saprinus och familjen stumpbaggar. Enligt den finländska rödlistan är arten sårbar i Finland. Enligt den svenska rödlistan är arten sårbar i Sverige. Arten förekommer i Götaland och Gotland. Artens livsmiljö är sandstränder vid Östersjön. Inga underarter finns listade i Catalogue of Life.